# بورش كايان
بورش كايان هي سيارة فاخرة متوسطة الحجم من قبل الصانع الألماني بورشيه حيث قدم الجيل الأول منها في العام 2002. وضعت قاعدة السيارة الأساسية من بورشيه وتم المشاركة مع فولكس فاغن طوارق. كان محرك هذه السيارة ذو الثماني إسطونات أول محرك تنتجه بورشيه منذ العام 1995.

في عام 2018 كشفت شركة بورش عن الجيل الثالث من سيارة كايين في معرض فرانكفورت الدولي للسيارات، بمحرك توربو من 8 أسطوانات وسعة 4 ليترات ويولد قوة 550 حصاناً، كما كشفت الشركة عن موديلها الجديد porsche cayenne 2019، وهي سيارة هجينة رباعية الدفع ذات طابع رياضي ومتعددة الاستخدامات، بمحرك 6 أسطوانات يولد قوة 335 حصانا وسعة 3 لترات لتر، بالإضافة إلى محرك كهربائي بقوة 134 حصان، ما يمنحها قوة إجمالية 455 حصانا 

## معرض صور

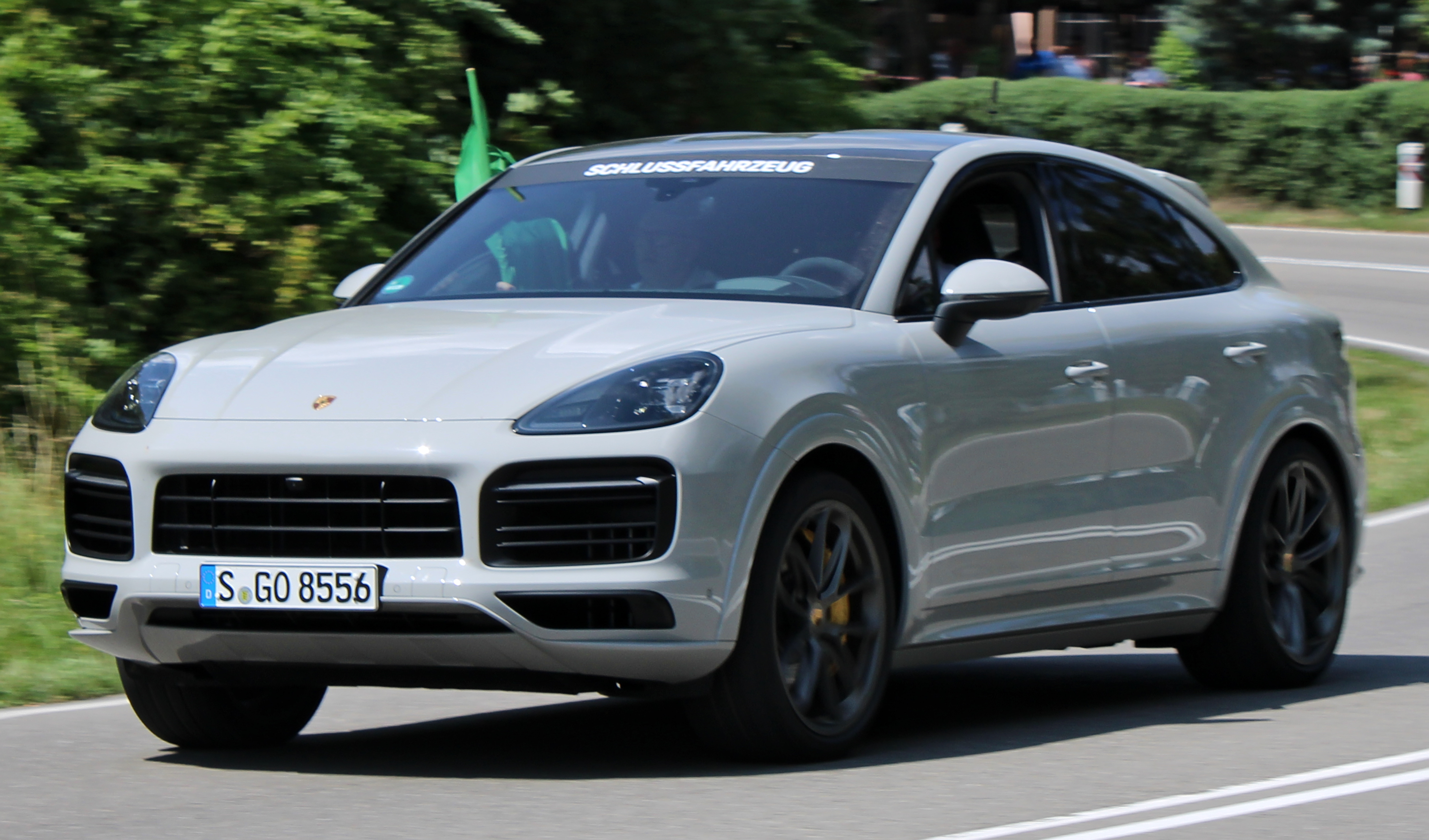
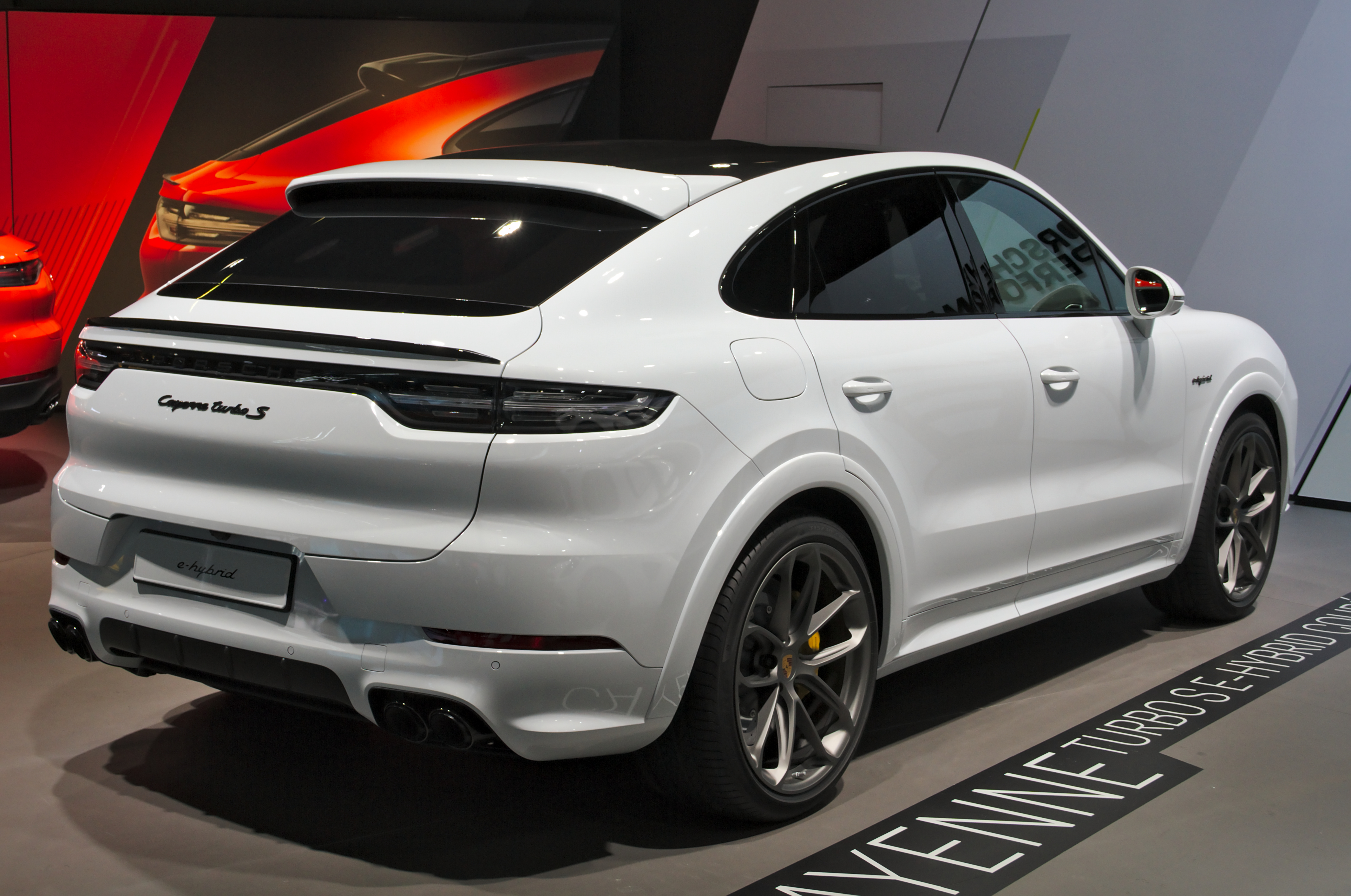
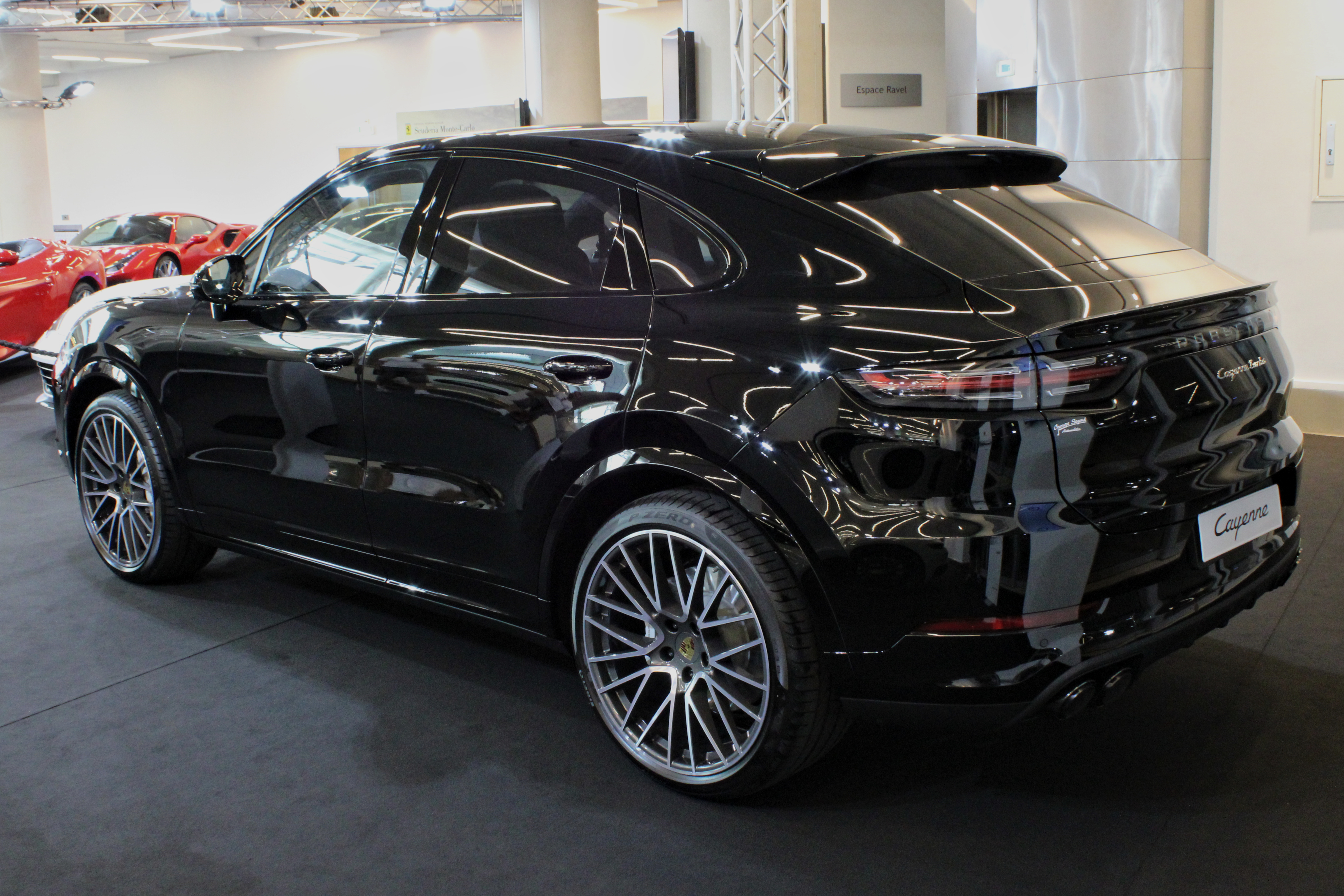
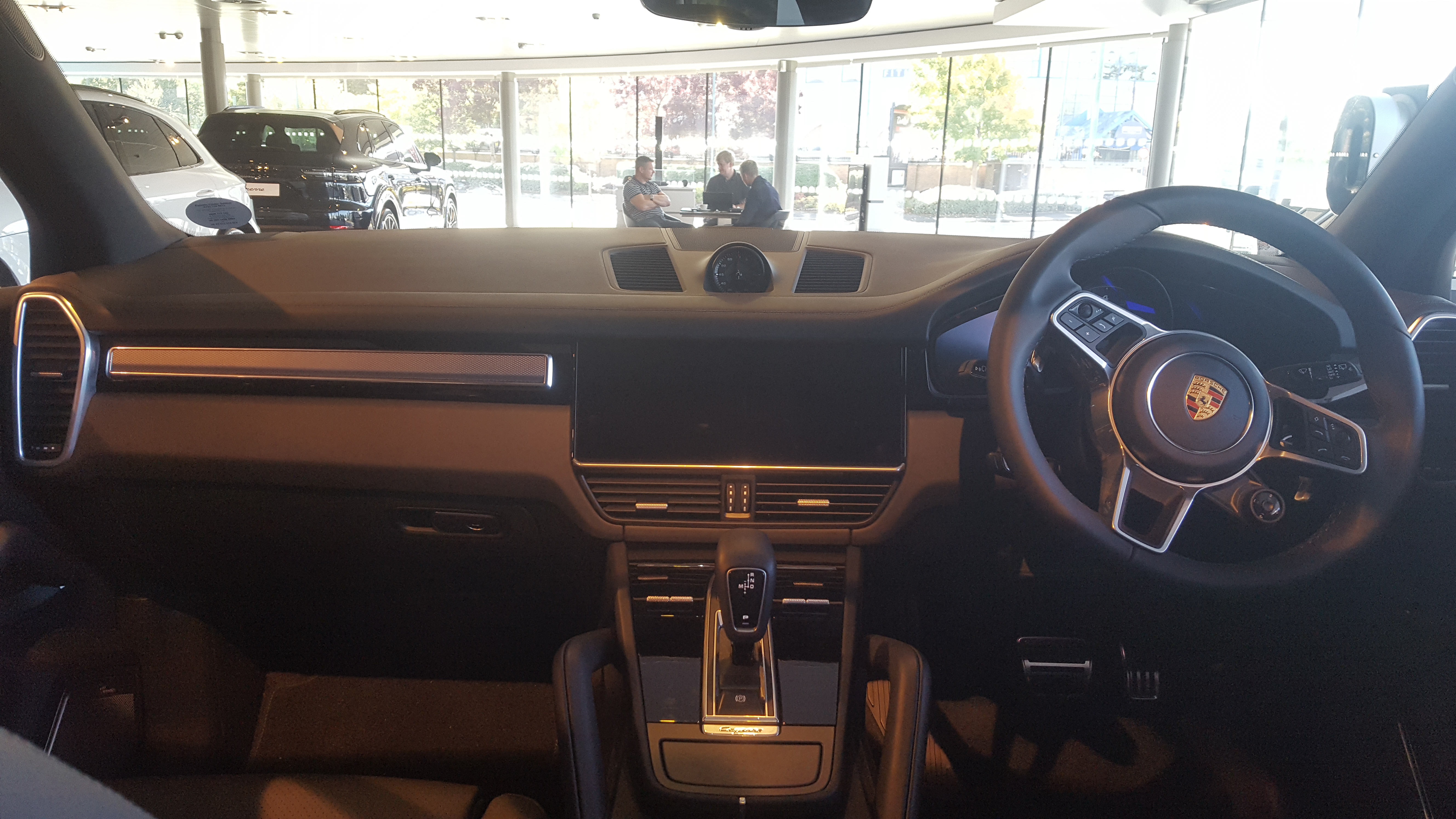
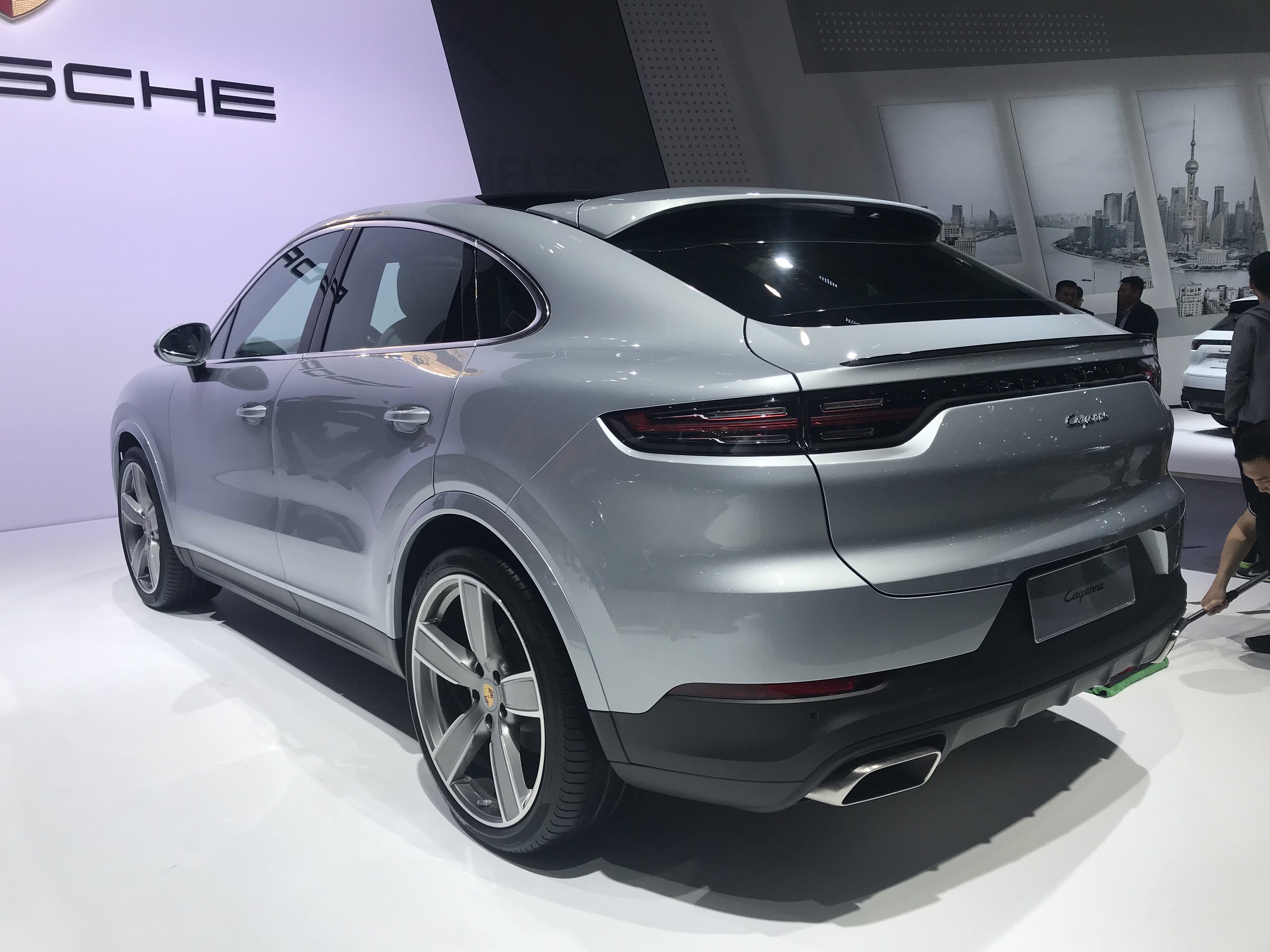
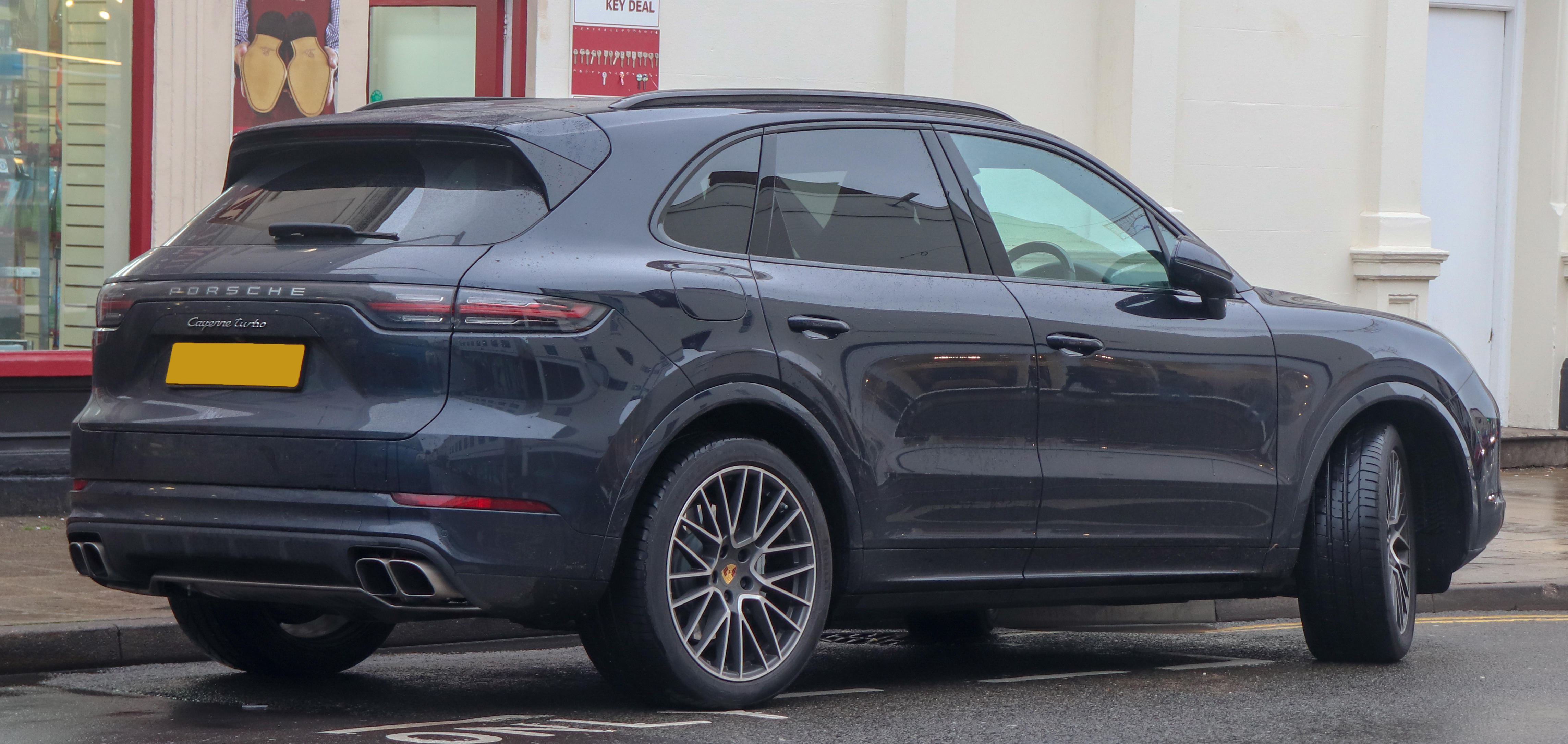